# جمهوری خلق اوکراین
جمهوری خلق اوکراین (اوکراینی: Українська Народна Республіка) یا جمهوری ملی اوکراین در تاریخ ۱۰ ژوئن ۱۹۱۷ پس از انقلاب فوریه در روسیه اعلام شد که در ابتدا بخشی از جمهوری روسیه را تشکیل می‌داد، اما استقلال خود را در ۲۵ ژانویه ۱۹۱۸ اعلام کرد. در طول مدت کوتاهی از اعلام استقلال، جمهوریت از طریق چندین تحول سیاسی، از سوی جمهوری سوسیالیستی متشکل از شورای مرکزی با دبیرخانه کل به جمهوری ملی به رهبری سیمون پتلیورا تبدیل شد.